# 我在意的對象並不是男人
《我在意的對象並不是男人》是由新井すみこ創作的日本漫画。
最初是2021年7月到9月新井すみこ在Twitter上發佈的短篇故事，於2022年4月開始每週連載，之後與2023年4月在Pixivコミック上連載。同月角川書店出版了第一卷。
獲得「下一部人氣漫畫大賞2023」網路漫畫類別第一名，「這本漫畫真厲害！ 2024」女生篇第二名。，2025年，本作的漫畫版在該年度日本博覽會獲頒年度最佳愛情漫畫獎。
2025年2月宣布改编成为电视动画。

## 概要
大澤綾最近對她常去的CD店的店員產生了好感。但她不知道到店員就是她的同學古賀美月。漫畫講述了綾和美月之間萌芽的關係和她們在高中生活中對音樂的共同熱愛。

## 登場人物
大澤綾（日语：／，聲：鬼頭明里（廣播劇CD））
對搖滾音樂有興趣的女高中生。經常光顧一家CD店，並對在CD點兼職的神祕「帥哥」產生了好感，卻不知道神祕「帥哥」就是她的同學美月。
古賀美月（日语：／，声：伊瀬茉莉也（廣播劇CD））
高中女生，綾的同學。對搖滾音樂感興趣。在叔叔的CD店兼職，爲了在工作時匿名穿上了中性的衣服，帶上口罩和隱形眼睛，導致她被誤認爲是男性。
讓（日语：／，声：津田健次郎（廣播劇CD））
美月的叔叔。
神奈
讓的前女友。
成田惠（日语：／，声：畠中祐（廣播劇CD））
綾的同學。
千鶴
綾的同學。

## 出版書籍

### 漫畫
| 卷數 | 日本（KADOKAWA） | 日本（KADOKAWA）       | 台灣（台灣角川） | 台灣（台灣角川）                                       | 中國大陸（天闻角川） | 中國大陸（天闻角川）   |
| 卷數 | 發售日期         | ISBN                   | 發售日期         | EAN / ISBN                                             | 發售日期             | ISBN                   |
| ---- | ---------------- | ---------------------- | ---------------- | ------------------------------------------------------ | -------------------- | ---------------------- |
| 1    | 2023年4月19日    | ISBN 978-4-04681-732-7 | 2024年2月1日     | ISBN 978-626-378-469-7                                 | 2024年8月            | ISBN 978-7-5740-1233-2 |
| 2    | 2024年2月27日    | ISBN 978-4-04683-173-6 | 2025年2月6日     | EAN 471-128-962-257-4（特裝版） ISBN 978-626-415-146-7 |                      |                        |
| 3    | 2025年2月20日    | ISBN 978-4-04684-257-2 |                  |                                                        |                      |                        |

### 其他
Apple Music和Spotify發佈了官方播放列表，其中包括綾和美月收聽的歌曲。
廣播劇CD於2024年03月27日發售。

## 外部連結
- 新井すみこ『気になってる人が男じゃなかった』特設サイト （页面存档备份，存于）（日語）
- 気になってる人が男じゃなかった【公式】的X（前Twitter）（日語）